# Wissenschaftspreis des Vereins für die Geschichte Berlins
Der Wissenschaftspreis des Vereins für die Geschichte Berlins wird seit 2018 jährlich vom Verein für die Geschichte Berlins vergeben. Er ist mit bis zu 4.000 Euro dotiert.

## Geschichte
Aufgrund eines Vermächtnisses von Stefan Massante († 2015) und Hanna Massante an den Verein für die Geschichte Berlins konnten die finanziellen Voraussetzungen geschaffen werden, damit der Verein einen Preis für Forschungsarbeiten ausloben konnte.
Der Wissenschaftspreis wurde erstmals 2018 vergeben und im Rahmen des Neujahrsempfangs des Vereins für die Geschichte Berlins im Roten Rathaus am 17. Januar 2019 überreicht. Aus den 13 Bewerbungen wurden zwei Personen ausgezeichnet.
Die zweite Verleihung fand am 23. Januar 2020, ebenfalls im Roten Rathaus, unter Beteiligung des Staatssekretärs für Wissenschaft und Forschung Steffen Krach statt.

## Bewerbungskriterien
„Mit dem Wissenschaftspreis werden von Einzelnen oder in Gemeinschaft verfasste oder geplante Forschungsarbeiten oder Projekte jüngerer Wissenschaftler zur Berliner Geschichte ausgezeichnet – insbesondere aus den Bereichen Sozial- und Gesellschaftsgeschichte, Kunst- und Kulturgeschichte, Rechts- und Verfassungsgeschichte, Wirtschafts-, Wissenschafts- und Technikgeschichte. Besonders willkommen sind solche Projekte, in denen die europäischen und globalen Aspekte der Geschichte Berlins berücksichtigt und vermittelt werden. Gefördert werden können Publikationen, aber auch Ausstellungen, Oral-History-Projekte, die Programmierung von ’Apps’ oder andere innovative Produkte mit historischem Inhalt. Es bestehen keine Vorgaben hinsichtlich des Formats der geplanten Vorhaben. Das Förderprogramm des VfdGB hat auch zum Ziel, außergewöhnliches Engagement für die historische Forschung und forschungsnahe studentische Initiativen oder deren Verbreitung zu unterstützen.“

## Jury
- 2018–2020: Arnd Bauerkämper, Dorothee Haffner, Susanne Kähler, Wolfgang Krogel, Thomas Sandkühler, Ingrid Scheurmann und Manfred Uhlitz[1]

## Preisträger
- 2018: Alwin Cubasch (Masterarbeit „Zu Gast im Automaten. Gastrotechnik im Berlin der Jahrhundertwende.“) und Barbara Laber (Forschungsarbeit „Möge die Übung gelingen – Die Geschichte chinesischer Akrobaten in Berlin.“)
- 2019: Studiengang Public History der FU Berlin (Publikationsprojekt zu den 12 besten Jahrgangsarbeiten "Stadtgeschichte als Zeitgeschichte. Berlin im 20. Jahrhundert.") und Jan Herres (Masterarbeit "Berliner Zimmer")[1]
- 2020: Andreas Jüttemann (Habilitationsschrift "Das Klinikum Steglitz als Politikum – Die Verwirklichung einer (vermeintlichen) US-amerikanischen Krankenhauskultur im Kontekt der Studentenbewegung") und Steffen Zeppenfeld (Habilitationsschrift "Vom Gast zum Gastwirt – Türkische Arbeitswelten in West-Berlin den 1960er Jahren")[1]